# HD117651
HD117651 — хімічно пекулярна зоря спектрального класу A2, що має видиму зоряну величину в смузі V приблизно  6,4.
Вона  розташована на відстані близько 348,8 світлових років від Сонця.